# Max & Intro
Max & Intro био је новоталасни електро синт поп бенд из Београда.

## Историјат
Бенд су основали Миодраг Миша Михајловић познатији као Max Vincent и његов пријатељ Зоран Ћалић познатији као Intro Johnnie из музичке школе „Станковић“ у Београду. Убрзо након оснивања група објављује песму Остави све, која је била један од највећих хит песама новоталасног минимал жанра у Југославији. Након објављивања песме, дуо се сврстао међу пионире техно поп звука осамдесетих година у СФРЈ.
Прво дискографско издање, сингл We Design The Future, група је објавила 1985. године под окриљем издавачке куће ПГП РТБ. Сингл садржи две песме - Остави све и Београдска девојка, снимане у студију Друга маца у Београду. Као демо снимци песме Остави све и Београдска девојка нашле су се на топ листи Прекобројног часа, одакле их је Слоба Коњовић пребацио на Студио Б, где је песма Остави све стигло да шестог, а Београдска девојка до четвртог места листе.
Након објављивања нових песама група је имала низ гостовања и наступа у популарним југословенским медијима, укључујући наступе у Студентском културном центру Београд и Клубу студената технике и гостовања на телевизији у Хиту месеца и емисији Петком у 22.
Године 1987. група је престала да постоји, а Max Vincent и Intro Johnnie започели су соло каријере.
Године 2016. објављен је албум The Future Has Designed Us на компакт диск и дигиталном формату, на којем су се нашле песме снимане у периоду од 1984. до 2002. године, три које су објавили Max & Intro и седам соло песама Маx Vincenta.

## Дискографија

### Синглови
| №               | Назив              | Трајање |  |
| 1.              | Остави све         | 3:37    |  |
| 2.              | Београдска девојка | 2:57    |  |
| Укупно трајање: | Укупно трајање:    | 6:34    |  |